# Jazon
Jazon (grč. Ἰάσων, Iáson) u grčkoj mitologiji junak je poznat po pronalasku zlatnog runa, Ezonov i Amfiminin sin.

## Etimologija
Jazonovo ime izvedeno je od grčke riječi ἰᾶσθαι, iasthai = "liječiti".

## Mitologija

### Prije pohoda
Pelija, Ezonov polubrat, Tirin i Posejdonov sin, bio je gladan moći te je htio steći nadmoć nad cijelom Tesalijom pa je zbacio kralja Ezona s prijestolja, ubivši sve njegove potomke koje je pronašao. Alkimeda, Ezonova žena, već je imala novorođenog sina Jazona kojeg Pelija nije pronašao, a skrila ga je tako što su je žene okružile i pravile se da se tek porađa. Poslije je sina poslala Kentauru Hironu na poučavanje jer se bojala da bi ga u domovini Pelija ubio. Istodobno, Pelija se, paranoičan da ga tkogod ne bi zbacio, posavjetovao s proročicom koja mu je rekla da se čuva čovjeka koji će doći u jednoj sandali.
Nekoliko godina poslije, Pelija je održavao igre u Posejdonovu čast, a Jazon je stigao u Jolk i izgubio jednu od svojih sandala u rijeci Anauru dok je pomagao starijoj ženi (prerušenoj Heri) da je prijeđe te ga je ona blagoslovila. Kad je Jazon ušao u grad, prozvali su ga kao čovjeka koji nosi jednu sandalu. Uplašeni je Jazon doveden pred Peliju, a on ga je pitao što bi on učinio kad bi bio suočen s čovjekom koji je njegova propast. Jazon mu je odgovorio da bi ga poslao po zlatno runo, nemoguću misiju, a Pelija ga je poslušao i to mu naredio.

### Pohod na zlatno runo
Jazon je prikupio mnoge junake na brod Argo, nazvan po svom kreatoru Argu. To su bili: Boreadi, Heraklo, Filoktet, Pelej, Telamon, Orfej, Kastor i Polideuk, Atalanta i Eufem. Prema brodu, nazvani su Argonautima.

#### Otok Lemno
Lemno, na zapadnoj obali Male Azije, bio je otok naseljen ženama koje su pobile svoje muževe. Prekinule su sa štovanjem Afrodite, a boginja ih je za kaznu napravila da zaudaraju toliko da njihovi muževi ne mogu izdržati kraj njih. Muškarci su tako uzeli konkubine s tračkog kopna, a ljute su se žene osvetile ubivši svakog muškarca. Kralja Toju spasila je njegova kći Hipzipila, kraljica ostalih žena, koja ga je stavila u more u škrinju da otpluta (usp. Orfej, Mojsije) te je poslije spašen.
Argonauti su zastali na otoku, a žene su ih dočekale nenaoružane. Jazon je s kraljicom Hipzipilom imao blizance, a ostali Argonauti imali su muške potomke sa ženama, obnovivši tako stanovništvo. Nakon godine dana boravka na otoku, nastavili su s pohodom na zlatno runo.

#### Kizik i Mizija
Nakon Lemna stigli su do Dolionaca čiji se kralj Kizik dobro odnosio prema njima. Argonauti su otplovili te se iste noći vratili na isto mjesto. U tami ih Dolionci nisu prepoznali te su ih zamijenili za neprijatelje. Tako su Argonauti ubili kralja Kizika, a Kizikova žena počinila je samoubojstvo. Kad je svanulo, shvatili su kakvu su užasnu grešku napravili.
Kad su stigli do Mizije, poslali su muškarce da nađu hrane i vode. Među njima bio je i Heraklov sluga Hil.  Vodene nimfe zapazile su Hila te ga povukle u izvor. Heraklo se vratio svojim zadacima, ali Hil je zauvijek izgubljen.

#### Finej i Harpije
Uskoro je Jazon stigao do dvora kralja Fineja u Trakiji, kojem je Apolon dao dar proročastva. Poslije je, zbog otkrivanja božanskih namjera ljudima, dobio izbor - da bude slijep i živi normalan život ili da bude prorok te kratko živi - a izabrao je da bude slijep. Helije, bog Sunca, poslao je čudovišne Harpije da spriječe Fineja da jede više nego što mu je potrebno za život, bivši ljut što je Finej izabrao život u tami umjesto na njegovu suncu.
Jazon se sažalio nad kraljem te je ubio Harpije kad su se vratile. Druga inačica mita govori da su ih otjerali Boreadi. Zauzvrat, Finej je otkrio Jazonu gdje je Kolhida smještena te mu je rekao kako da prijeđe Simplegade, začarane stijene.

#### Kolhida
Jazon je stigao u Kolhidu (crnomorska obala Gruzije) da bi uzeo zlatno runo. Kolhidski kralj Et obećao je da će mu ga dati, samo ako će uspjeti izvršiti tri teška zadatka. Kad ih je vidio, Jazon je pao u depresiju. No, Hera je nagovorila Afroditu da uvjeri svoga sina Erosa da pogodi Etovu kćer Medeju strelicom da se zaljubi u Jazona. Tako je zaljubljena Medeja pomogla Jazonu u izvršavanju zadataka.
Prvi je zadatak bio da poore polje s volovima koji rigaju vatru koje je sam morao upregnuti. Medeja mu je dala pomast koja ga je štitila od vatrenog daha. Potom je Jazon zasijao sjeme - zmajeve zube - iz kojih je nastala vojska ratnika. Medeja ga je prije bila upozorila na to te mu je rekla kako da ih pobijedi. Prije nego što su ga napali, bacio je kamen u gomilu. Vojnici nisu znali otkud je kamen došao te su se međusobno borili i poubijali. Posljednji je zadatak bio da svlada zmaja koji nikad nije spavao, a čuvao je zlatno runo. Jazon je omamio zmaja napitkom od bilja koji mu je dala Medeja, a potom je s njom otplovio. Njezin ih je otac Et gonio, ali uspjeli su pobjeći ubivši njezina brata Apsirta i bacivši dijelove njegova tijela u more te je Et zastao ga ih skupi.

### Povratak

#### Kirka
Na povratku u Jolk, Medeja je prorekla Eufemu da će jednog dana vladati Libijom, a to se ispunilo preko njegova potomka Bata.
Zeus je, da bi kaznio Medeju zbog ubojstva vlastita brata, poslao niz oluja na Argo i otpuhao ih s kursa. Brod je progovorio i rekao im da pročišćenje trebaju tražiti kod Kirke, nimfe koja je živjela na obližnjem otoku. Nakon čišćenja, nastavili su put kući.

#### Sirene
Kentaur Hiron rekao je Jazonu da bez Orfejove pomoći nikad neće moći uspjeti proći Sirene, iste one kojima je i Odisej odolijevao, koje pjevaju prekrasnu pjesmu što začara mornare te oni počine brodolom. Kad je Orfej začuo glasove, izvukao je svoju liru i svirao ljepšu glazbu od njihove te ih nadglasao.

#### Tal
Argonauti su stigli do Krete koju je čuvao brončani čovjek Tal. Kad se brod približio, Tal je bacao veliko kamenje na brod, zadržavajući ga u zaljevu. Tal je imao jednu krvnu žilu koja se protezala od njegova vrata pa sve do gležnja, a bila je zatvorena brončanim čavlom. Medeja je na nj bacila čaroliju da bi ga smirila, a potom je maknula čavao i iskrvario je do smrti, a Argonauti su nastavili dalje.

#### Povratak kralju
Medeja je, rabivši svoje čarobnjaštvo, tvrdila Pelijinim kćerima da može pomladiti njegova oca tako da ga raskomada i komade skuha s magičnim biljem u kotlu. To je demonstrirala s ovcom koja je iskočila iz kotla kao janje. Naivne su djevojke raskomadale oca i stavile ga u kotao, ali Medeja nije dodala svoje čarobno bilje te je Pelija ostao mrtav. Druga inačica mita govori da je Medeja pomladila Jazonova oca Ezona te su to kćeri vidjele pa su željele isto za svog oca.
Pelijin sin Akast prognao je Jazona i Medeju zbog ubojstva te su otišli živjeti u Korint. Ondje se Jazon oženio Kreuzom, kćeri korintskog kralja, da bi učvrstio političke veze. Medeja je bila bijesna na Jazona jer je prekršio bračne zavjete. Osvetila se tako što je, kao vjenčani dar, Kreuzi poklonila začaranu i prokletu haljinu. koja bi se prilijepila uz njezino tijelo i izgorjela kad bi je odjenula. Kreuzin je otac Kreont izgorio sa svojom kćeri kad ju je pokušao spasiti. Mahnita je Medeja potom ubila svu djecu koju je rodila Jazonu, bojeći se da će biti ubijeni ili porobljeni, te pobjegla u Atenu.
Poslije su Jazon i Pelej napali Akasta te osvojili prijestolje Jolka, a Jazonov je sin Tesal postao kralj. Jazon je, jer je prekršio ljubavne zavjete s Medejom, izgubio Herinu naklonost te umro usamljen i nesretan. Spavao je ispod Arga koji je trunući pao na nj i ubio ga.

## Vanjske poveznice
- Jazon u grčkoj mitologiji (engl.)